# بيتر تيليب
بيتر تيليب Peter Telep (من مواليد 8 أبريل 1965) هو مؤلف وكاتب سيناريو ومعلم أمريكي. ألف أكثر من 50 كتابًا، وكتب نصوصًا لعدة برامج تلفزيونية. يعمل حاليًا مدرسًا في جامعة سنترال فلوريدا.

## حياته
ولد Telep في مدينة يونكرز بولاية نيويورك، لكنه انتقل إلى لونغ آيلاند في سن مبكرة، حيث عاش «طفولة متوسطة». والتحق بكلية ساوثهامبتون، وترك الدراسة خلال سنته الأخيرة.
وبعد أن أمضى بضع سنوات في لوس أنجلوس، عمل في عدة برامج تلفزيونية، وعاد إلى الدراسة في جامعة سنترال فلوريدا حيث حصل على شهادته الجامعية، وحصل على الدرجات العلمية لما بعد التخرج.
ويقيم حاليًا في أورلاندو بولاية فلوريدا ويقوم بالتدريس في دورات التأليف وكتابة السيناريو والكتابة الإبداعية في جامعة سنترال فلوريدا. يستمتع تيليب بصيد الأسماك وهو مدرب معتمد لركوب الدراجات.

## من أعماله
اشترك بالتأليف مع توم كلانسي في رواية «ضد كل الأعداء» التي نشرت في عام 2011.